# Mercedes-Benz Classe C
Pour les articles homonymes, voir Classe C.
Pour un article plus général, voir Liste des véhicules Mercedes-Benz.

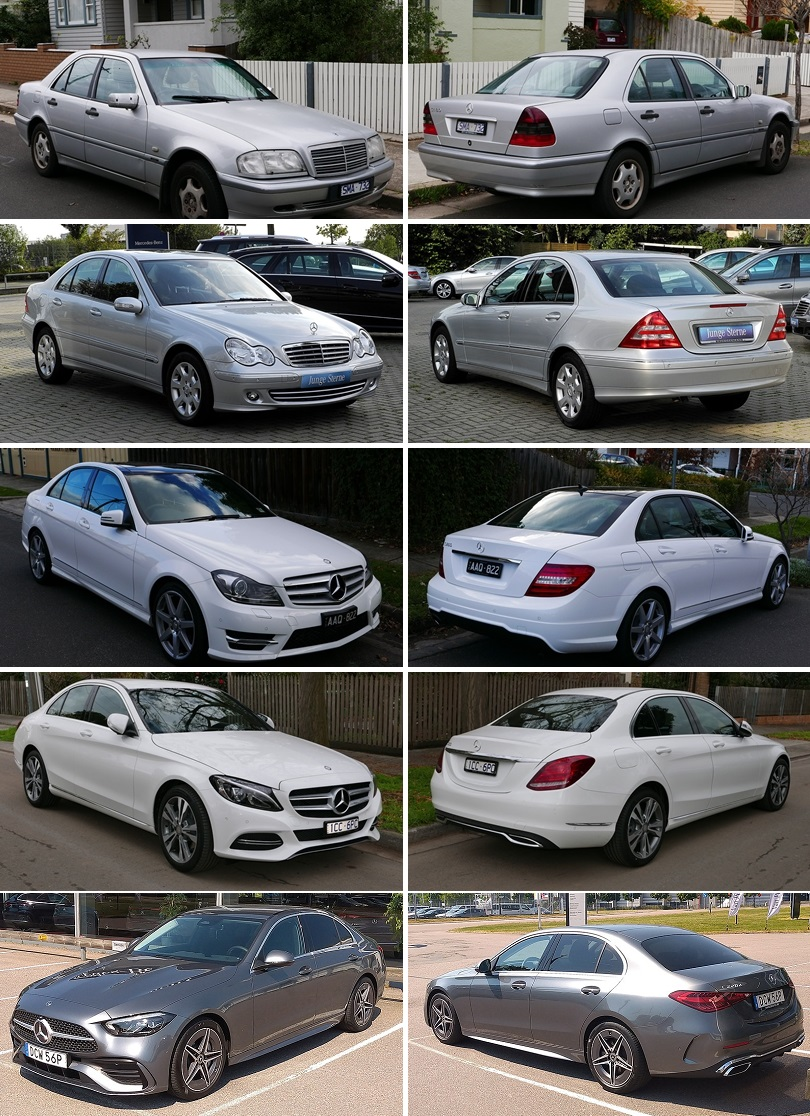
Les Mercedes-Benz Classe C.

La Mercedes-Benz Classe C est une gamme d'automobile familiale du constructeur allemand Mercedes-Benz existant en berline, break, coupé et cabriolet. Cinq générations se succèdent,  lancées en 1993 (Type 202) puis en 2000 (Type 203), en 2007 (Type 204), en 2014 (Type 205) et enfin en 2021 (Type 206). La première Classe C, datant de 1993, remplace la Mercedes-Benz 190 (Type 201). Elle est élue « Voiture mondiale de l'année 2015 » (World Car of the Year) à l'occasion du salon de New York.
Il s'agissait du modèle le plus abordable de la marque jusqu'en 1997, année de présentation de la Classe A.

## Historique
La Classe C de Mercedes-Benz, se décline en cinq générations qui ont toutes reçu un restylage.

### Résumé de la Classe C
| Générations                                    | Production              | Dérivés de chez Mercedes-Benz   | Modèles similaires                               |
| ---------------------------------------------- | ----------------------- | ------------------------------- | ------------------------------------------------ |
| W202 ; S202 (1993 - 2000)                      | 1 870 021 exemplaires   | Aucun                           | BMW Série 3 (E36) ; Audi B5 ; Škoda Octavia I    |
| W203 ; S203 ; CL203 (2000 - 2007)              | ~ 2 000 000 exemplaires | Aucun                           | BMW E46 ; Audi B6 ; Audi B7 ; Škoda Octavia II   |
| W204 ; S204 ; C204 (2007 - 2014)               | ~ 2 400 000 exemplaires | Type 203 (CLC)                  | BMW E90/E91/E92/E93 ; Audi B8 ; Škoda Octavia II |
| W205 ; V205 ; S205 & C205 ; A205 (2014 - 2021) |                         | Type 253 (GLC) ; Type 172 (SLC) | BMW F30 ; Audi B9 ; Škoda Octavia III            |
| W206 (2021 - ...)                              | Encore en production    |                                 |                                                  |

### Avant la Classe C

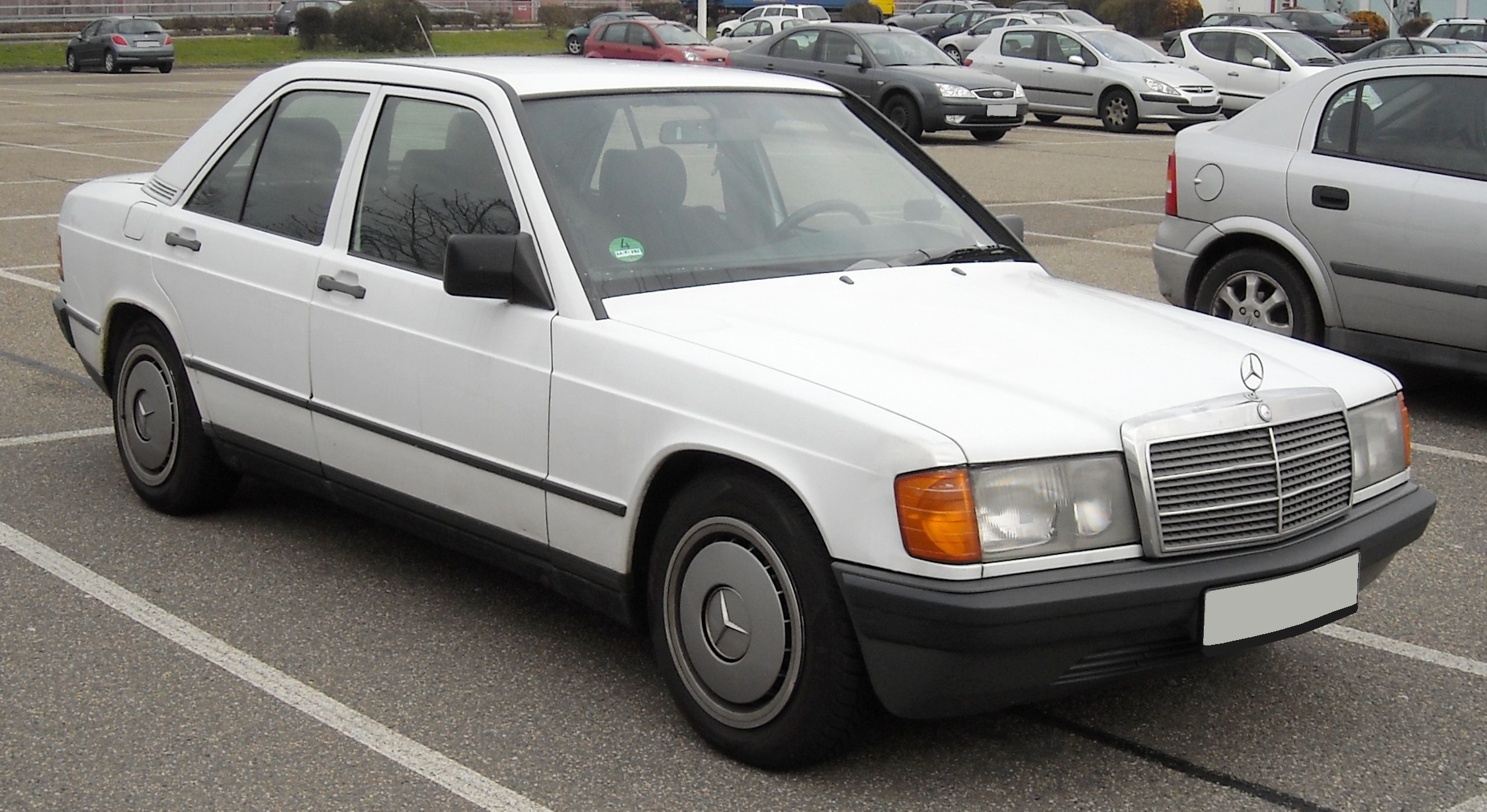
Mercedes-Benz 190.

Berline familiale commercialisée de 1982 à 1993.

## 1regénération - Type 202(1993 - 2000)
La Mercedes-Benz Classe C Type 202 a été lancée en 1993 pour concurrencer la BMW E36, comme le fit auparavant la Type 201 (190). La Classe C, grâce à un prix raisonnable, fut très populaire, devenant rapidement pour Mercedes la meilleure vente de véhicules dans le monde entier. Ce modèle sut garder l'image sportive de la Type 201, avec des lignes plus lisses et plus rondes que les autres modèles produits par la marque à l'époque. Cette sportivité donna naissance à une compétition dans le championnat allemand DTM. La Type 202 sera remplacée pars la Type 203 en 2000. Les puissances se sont échelonnées de 75 ch (200 Diesel) à 347 ch (55 AMG). Ses moteurs diesel sont réputés pour leur fiabilité, notamment le 250 D, grâce à un moteur qui tourne lentement du fait d'un rupteur bas (5200 tr/min) et de l'absence de turbo. Cette voiture n'a récolté que 2 étoiles crash test Euro Ncap, notamment à cause du choc frontal à 64 km/h face à un obstacle déformable. L'organisme a défini que la protection des adultes en cas de choc frontal était assurée à 25 %.

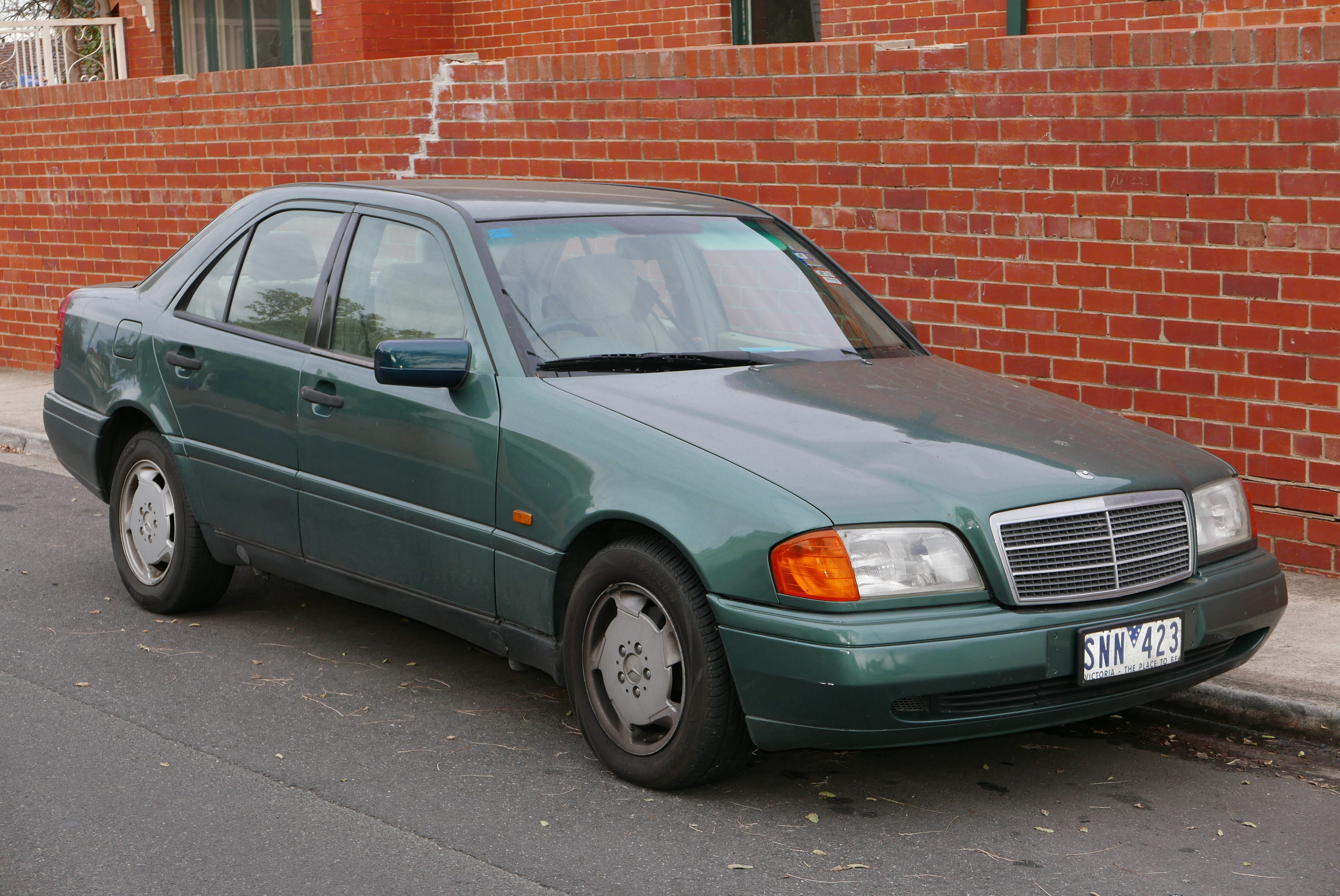
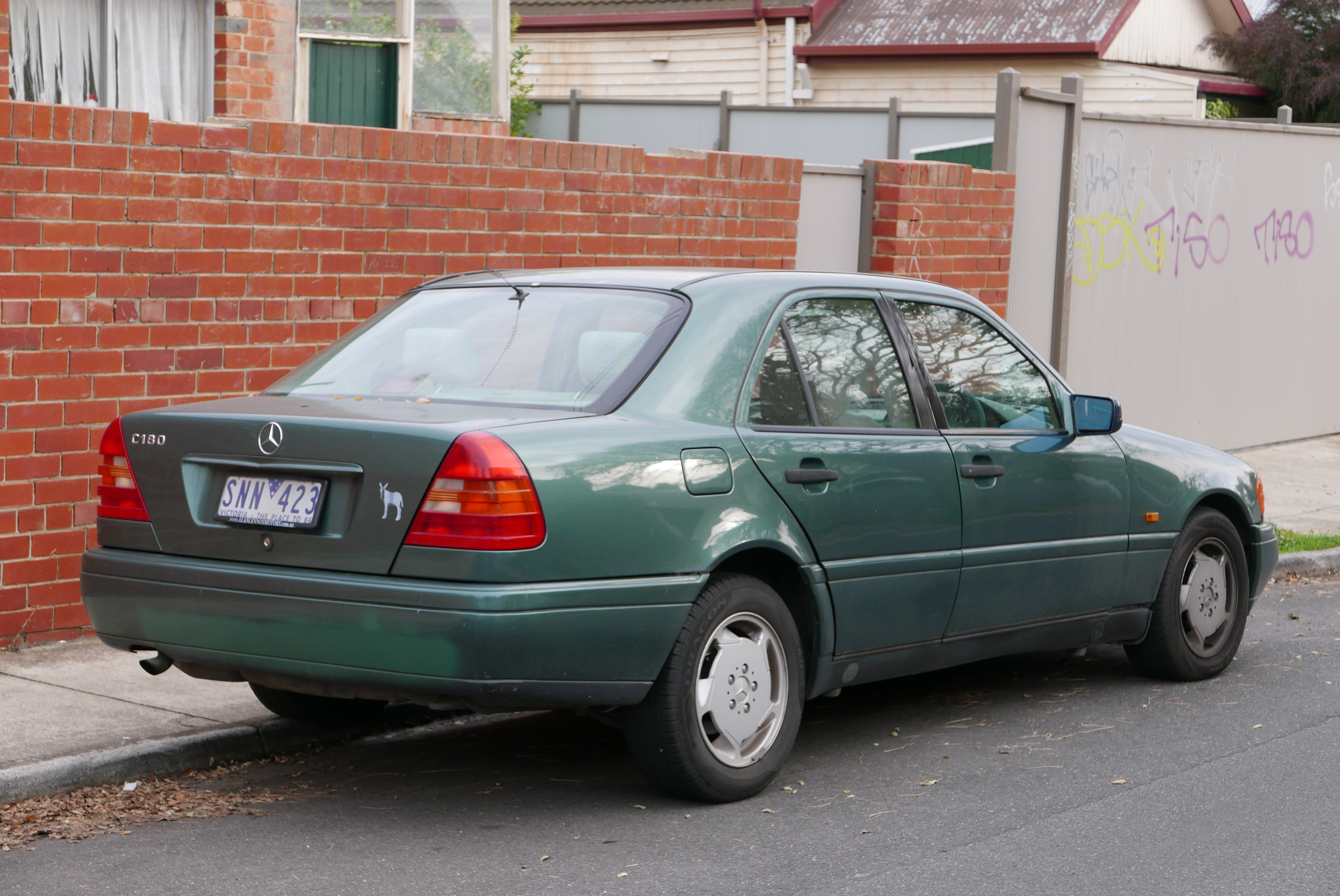

### Phase 1
Elle fut produite de 1993 à 1997.

### Phase 2
Elle fut produite de 1997 à 2000.

### Les différentes carrosseries

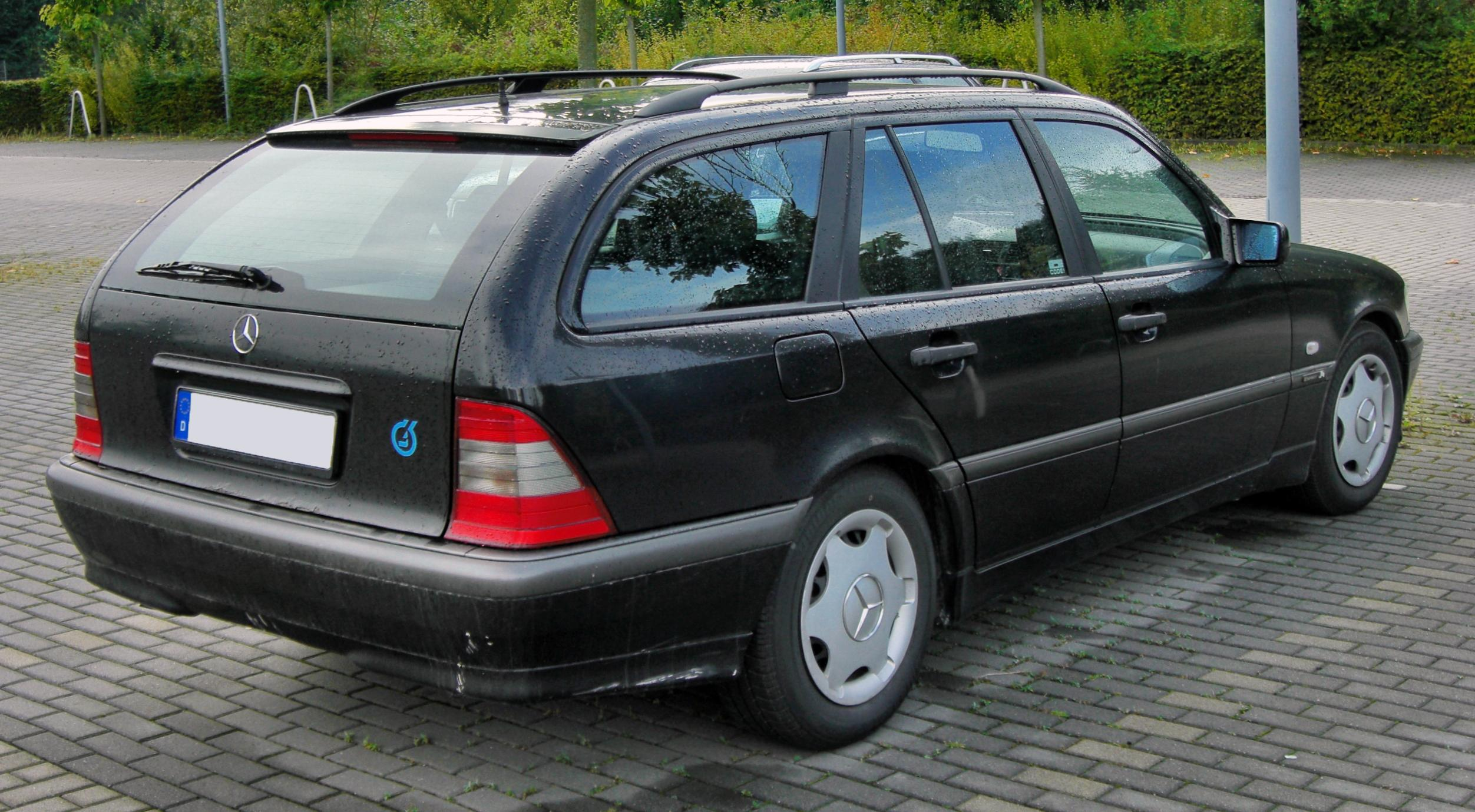
Mercedes-Benz S202.

- Berline (W202) : carrosserie standard de la gamme.
- Break (S202) : déclinaison Break de la Mercedes-Benz W202.

### Versions spécifiques

- W202 / S202 - AMG : version sportive de la Classe C.
  - C 36 AMG (1993 - 1997) : moteur d'une puissance de 280 chevaux.
  - C 43 AMG (1997 - 2000) : moteur d'une puissance de 306 chevaux.
  - C 55 AMG (1998 - 2000) : moteur d'une puissance de 347 chevaux.

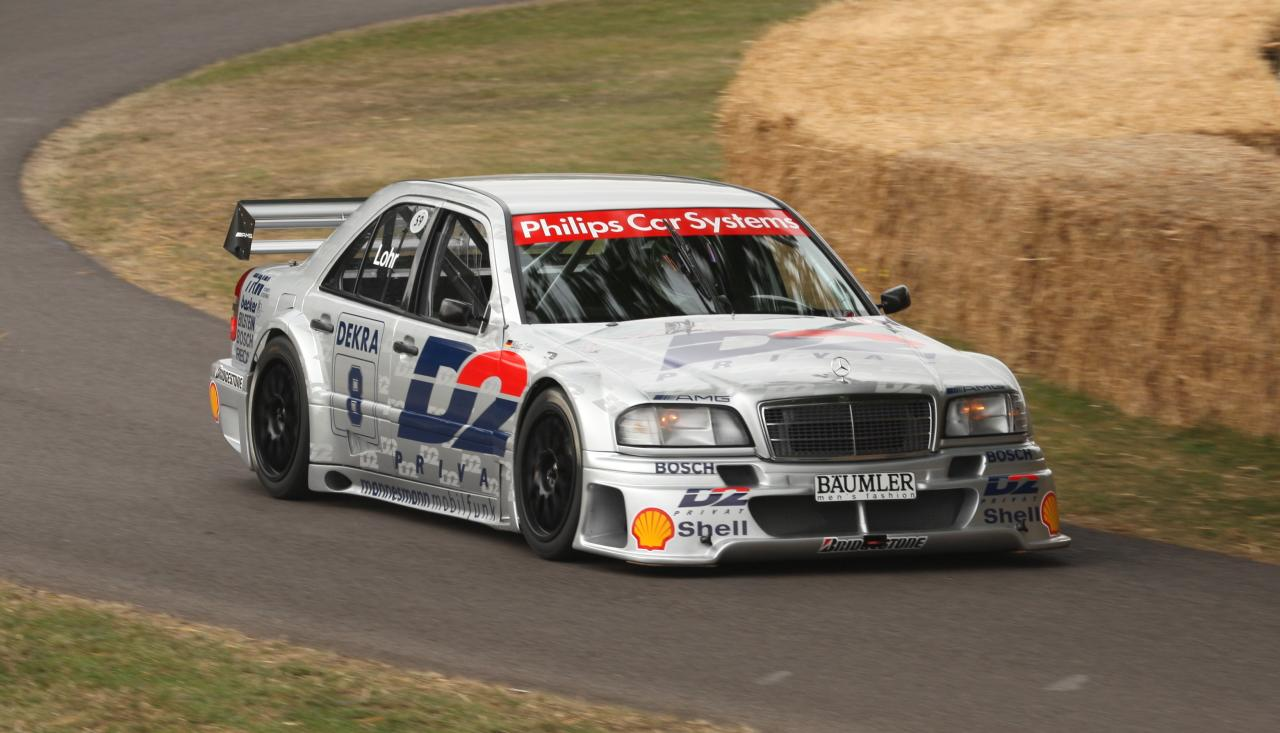

- W202 - AMG DTM

## 2egénération - Type 203(2000 - 2007)
L'originalité de ce modèle réside principalement dans la rupture de style contrastant avec le modèle précédent. Reprenant les lignes fluides et légères de la Classe S. Cette Classe C a connu également un franc succès, assurant ainsi une bonne partie du chiffre d'affaires de la marque.

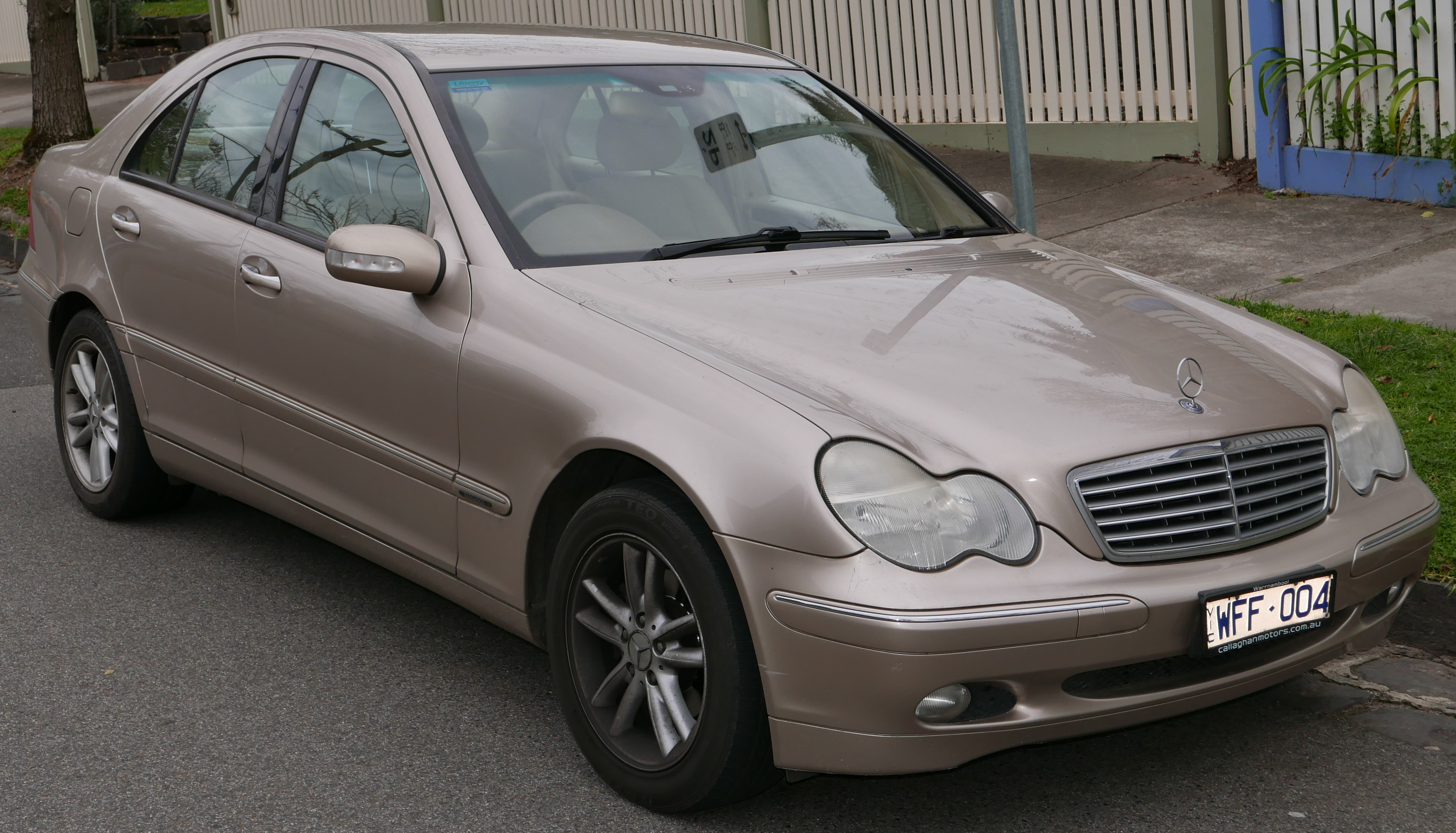
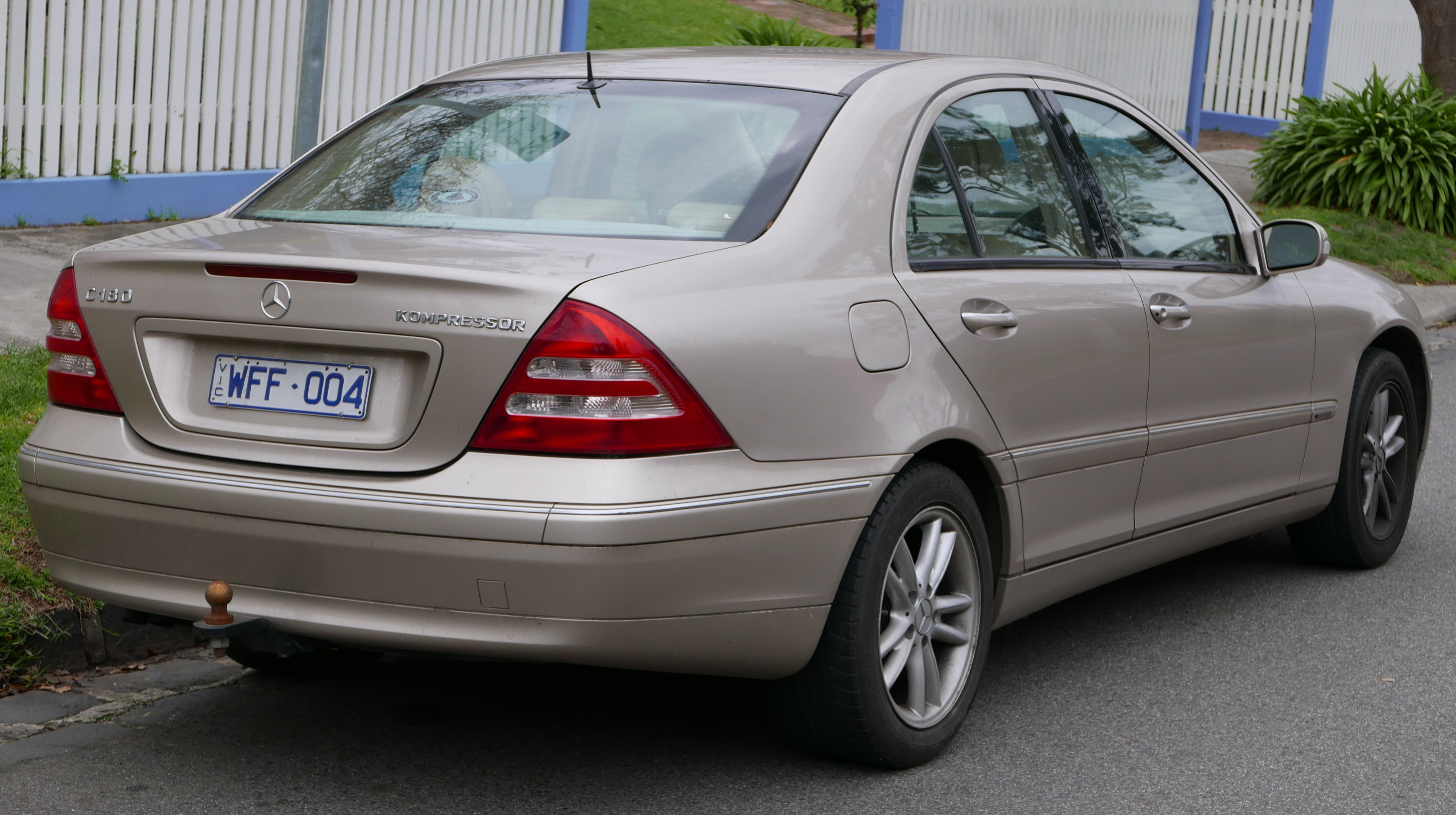

### Phase 1
Elle fut produite de 2000 à 2004.

### Phase 2
Elle fut produite de 2004 à 2007.

### Les différentes carrosseries
- Berline (W203) : carrosserie standard de la gamme.
- Break (S203) : déclinaison Break de la Mercedes-Benz W203.
- Coupé (CL203) : déclinaison Coupé de la Mercedes-Benz W203.

### Versions spécifiques

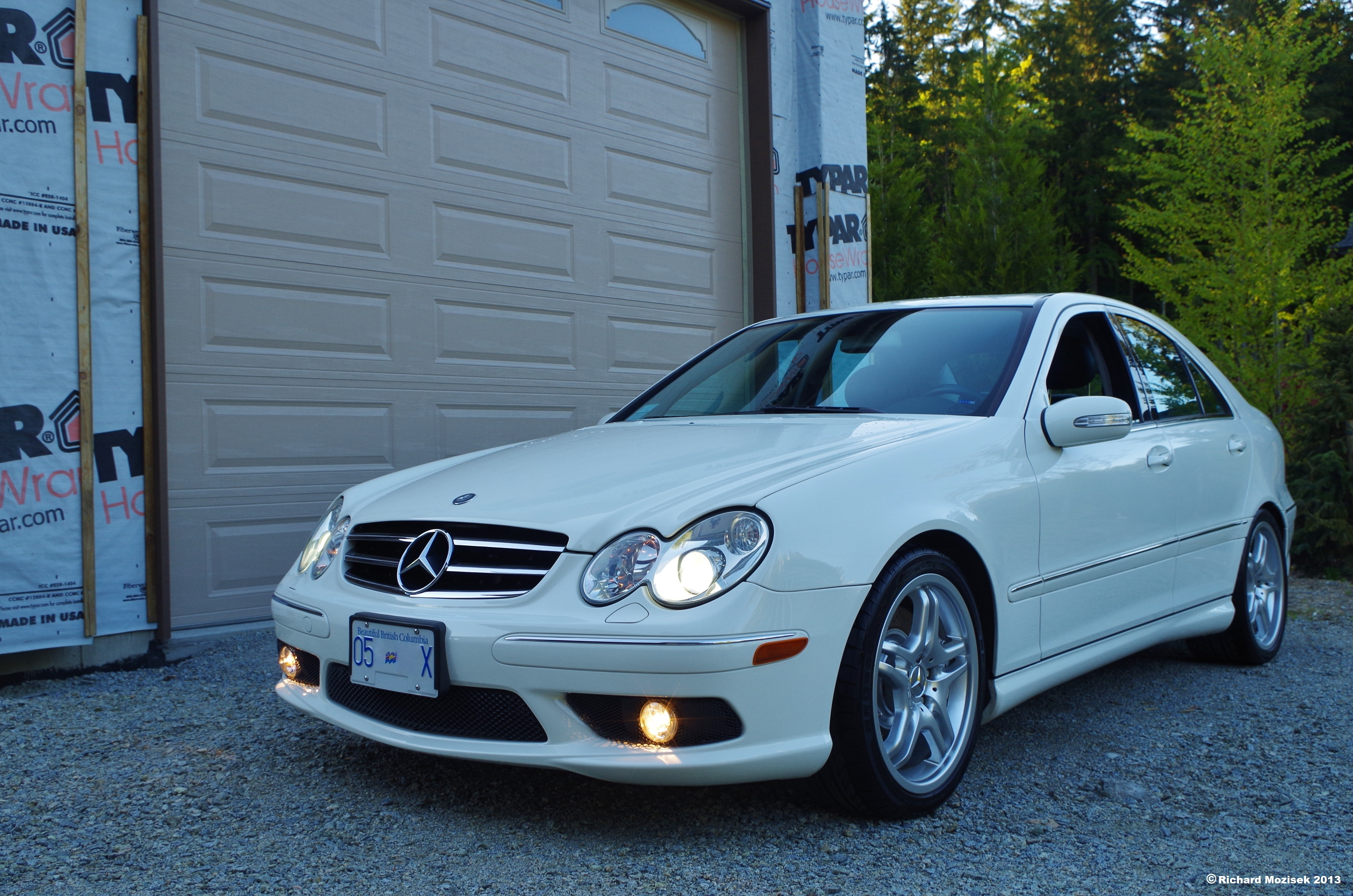

- W203 / S203 - AMG : version sportive de la Classe C.
- C 32 AMG : moteur d'une puissance de 354 chevaux.
- C 55 AMG : moteur d'une puissance de 367 chevaux.
- C 30 CDI AMG : moteur d'une puissance de 231 chevaux. Unique version AMG ayant un moteur diesel.

- W203 - AMG DTM

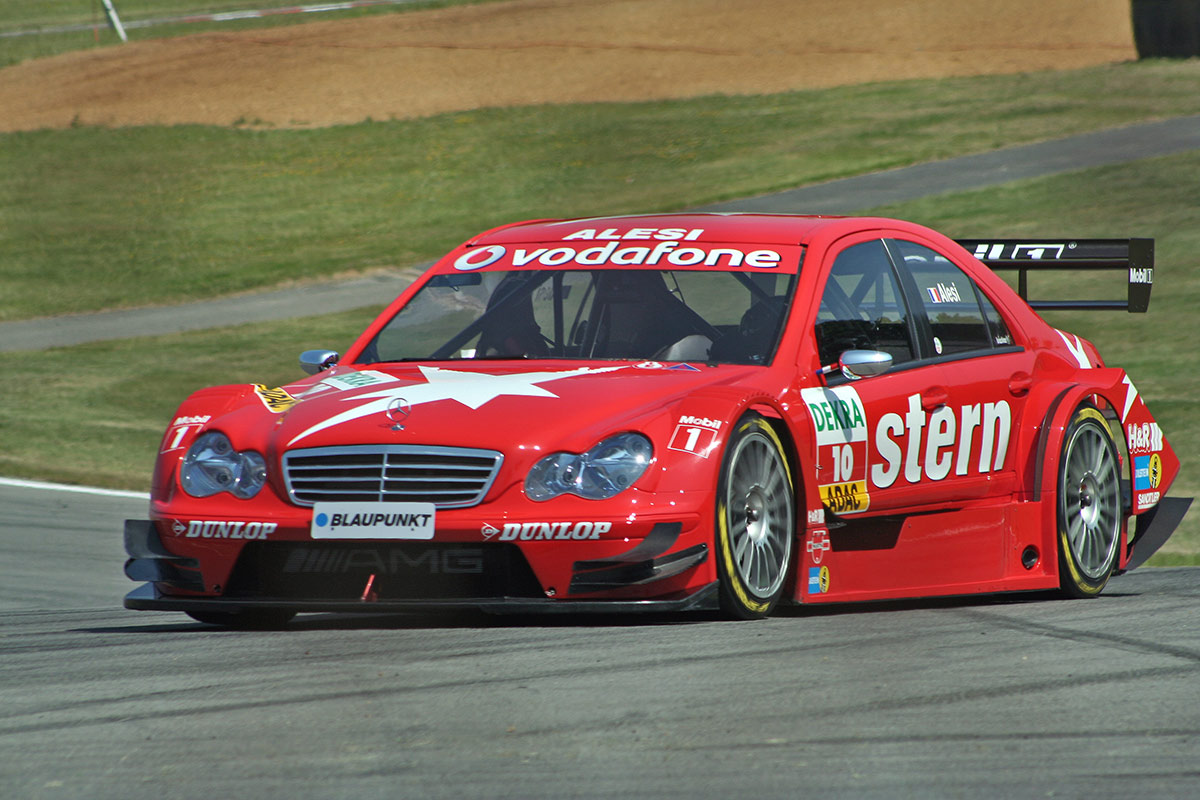

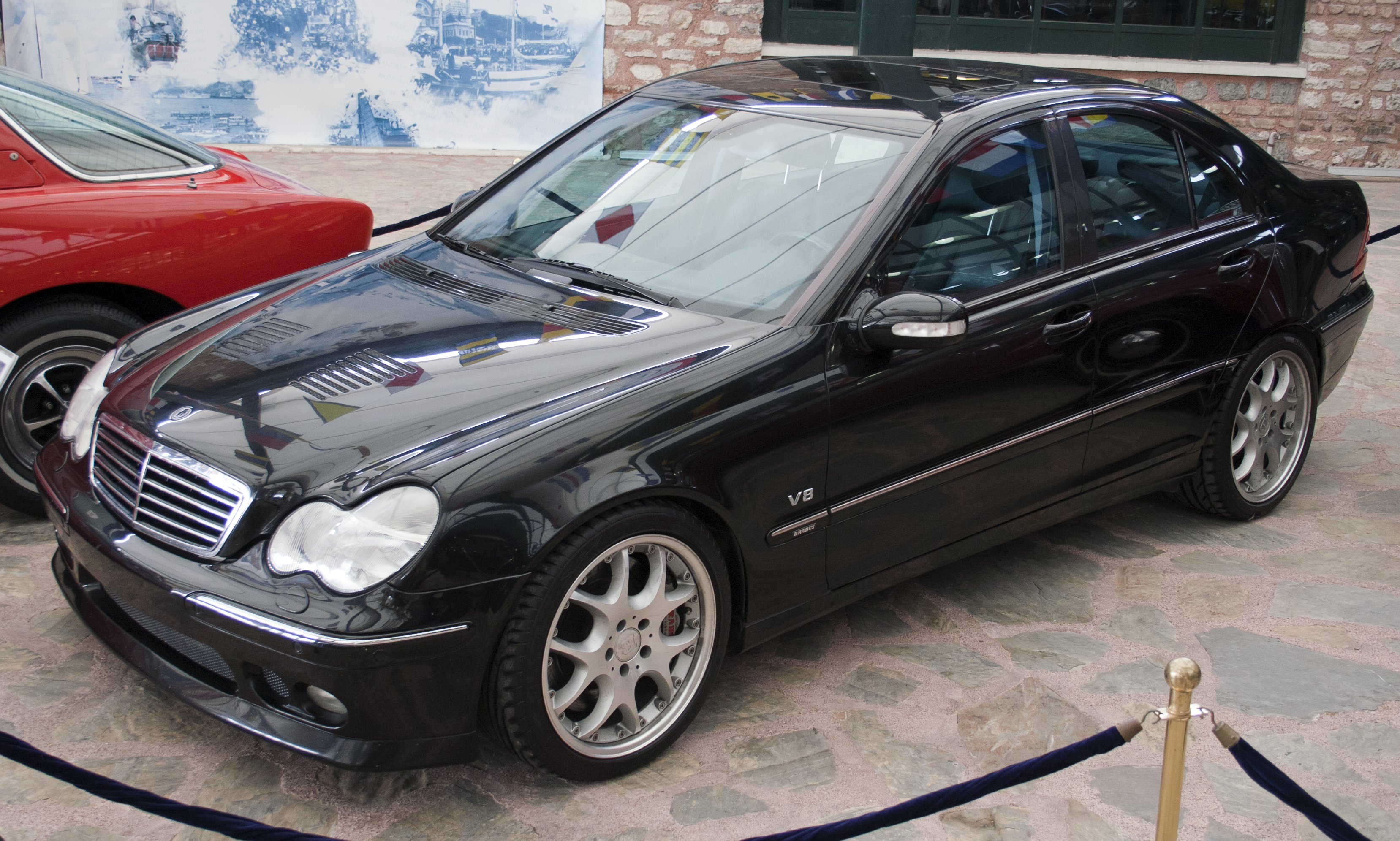

- W203 - Brabus C V8 : version modifiée par le préparateur Brabus.

## 3egénération - Type 204(2007 - 2014)
Sept ans après la sortie de l'ancien modèle, Mercedes-Benz a annoncé la nouvelle génération de la Classe C le 18 janvier 2007, dévoilée au salon de l'automobile de Genève. Les ventes ont commencé le 31 mars 2007 dans toute l'Europe.

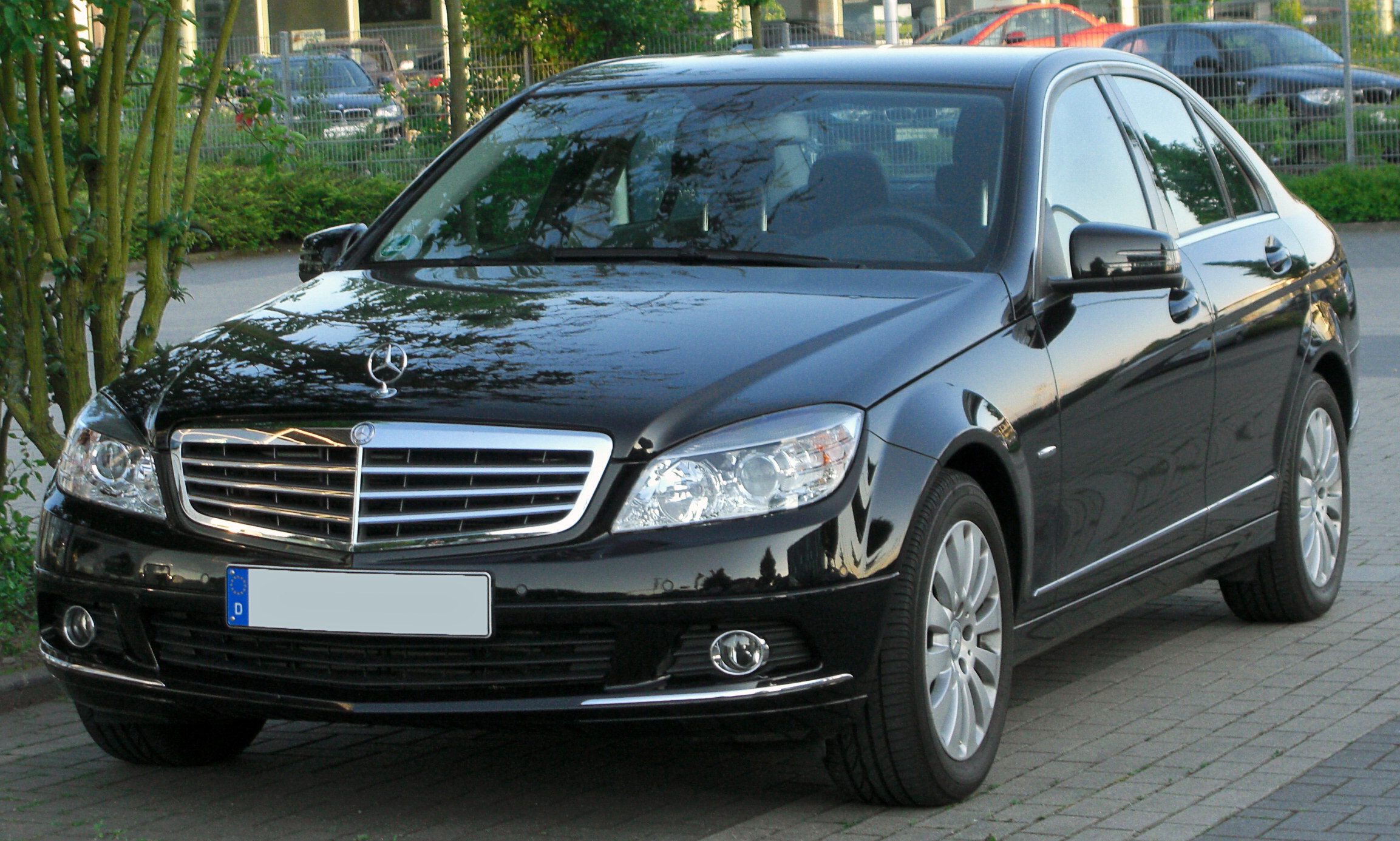
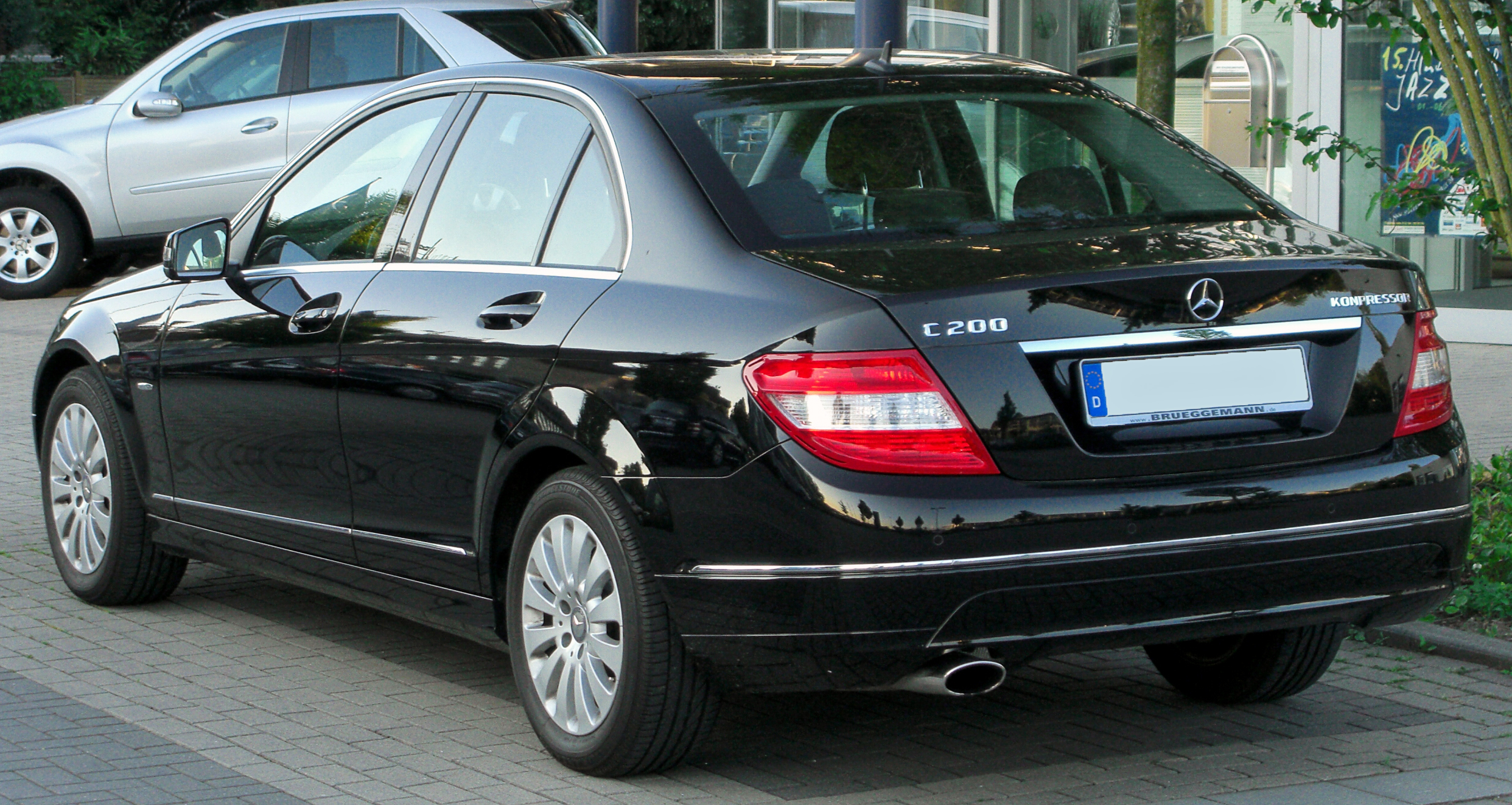

### Phase 1
Elle fut produite de 2007 à 2010.

### Phase 2
Elle fut produite de 2010 à 2014.

### Les différentes carrosseries
- Berline (W204) : carrosserie standard de la gamme.
- Break (S204) : déclinaison Break de la Mercedes-Benz W204.
- Coupé (C204) : déclinaison Coupé de la Mercedes-Benz W204.

### Versions spécifiques

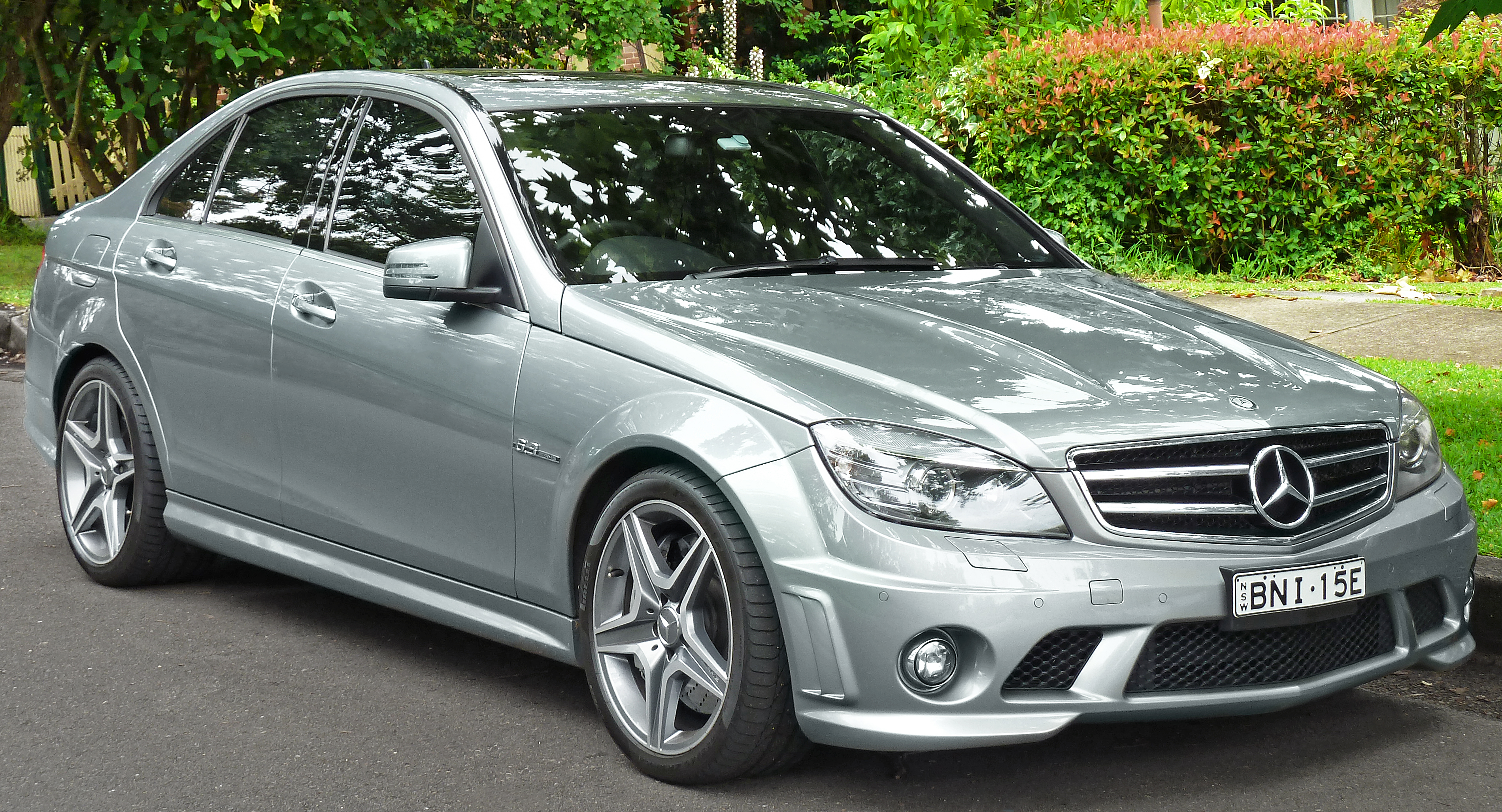

- W204 / S204 / C204 - AMG : version sportive de la Classe C.
- C 63 AMG

- W204 / C204 - AMG safety car

- W204 - AMG DTM

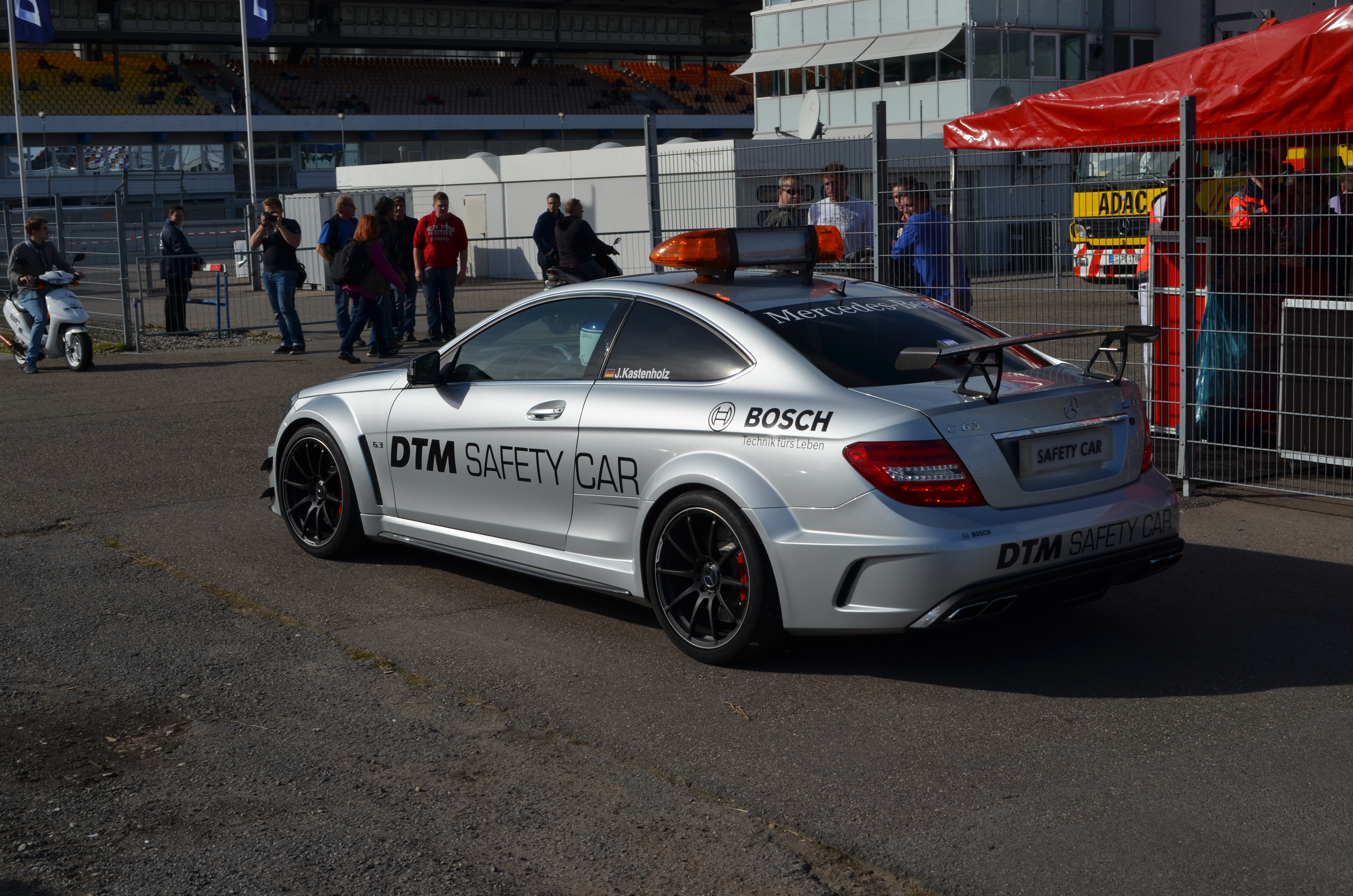

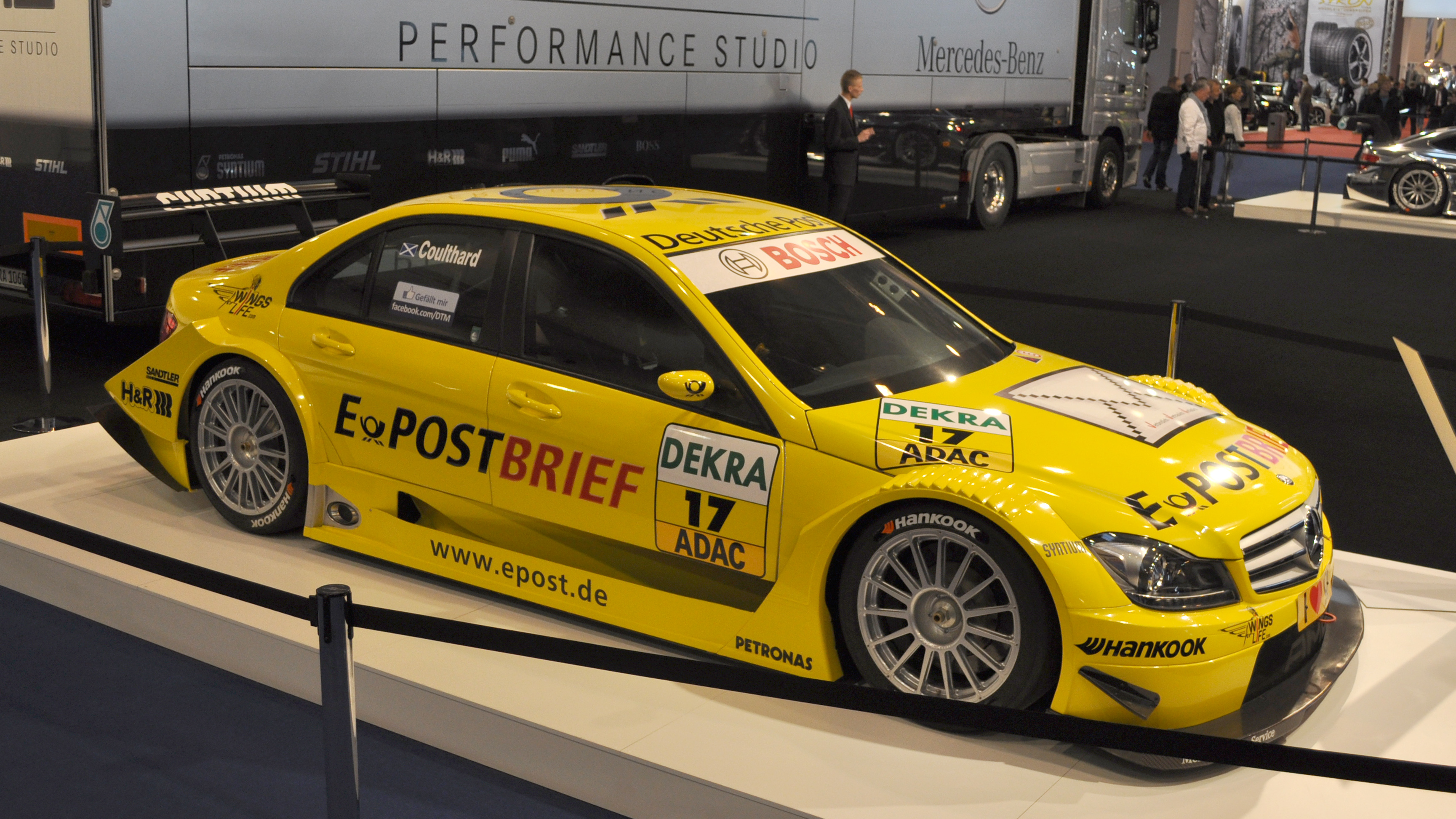

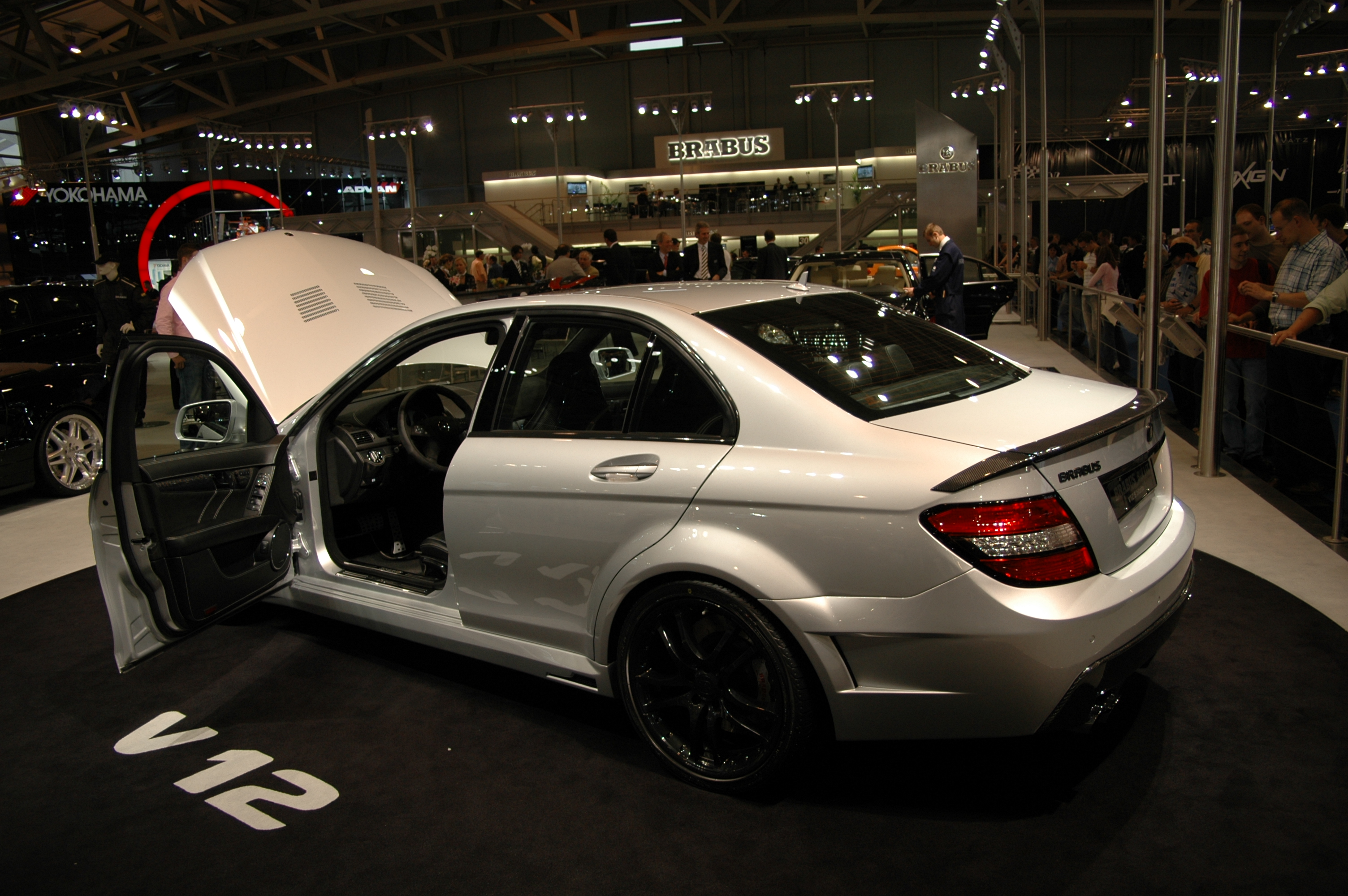

- W204 / C204 - Brabus Bullit : version modifiée par le préparateur Brabus.

## 4egénération - Type 205(2014 - 2021)
La Classe C Type 205, est présentée en première mondiale au salon international de l'automobile d'Amérique du Nord puis en Europe au salon international de l'automobile de Genève en 2014, et s'inspire de la Mercedes-Benz Classe S.
En 2016, elle aura aussi droit à sa version coupé, et, pour la première fois, une déclinaison cabriolet.
En 2018, Mercedes opère un restylage. Les feux avant ont légèrement évolué et adoptent une nouvelle version de l'Intelligent Light System. Les feux arrière ont également été remaniés. À l'intérieur, selon le niveau de finition, la Classe C peut recevoir en lieu et place des traditionnelles aiguilles, une instrumentation totalement numérique,.

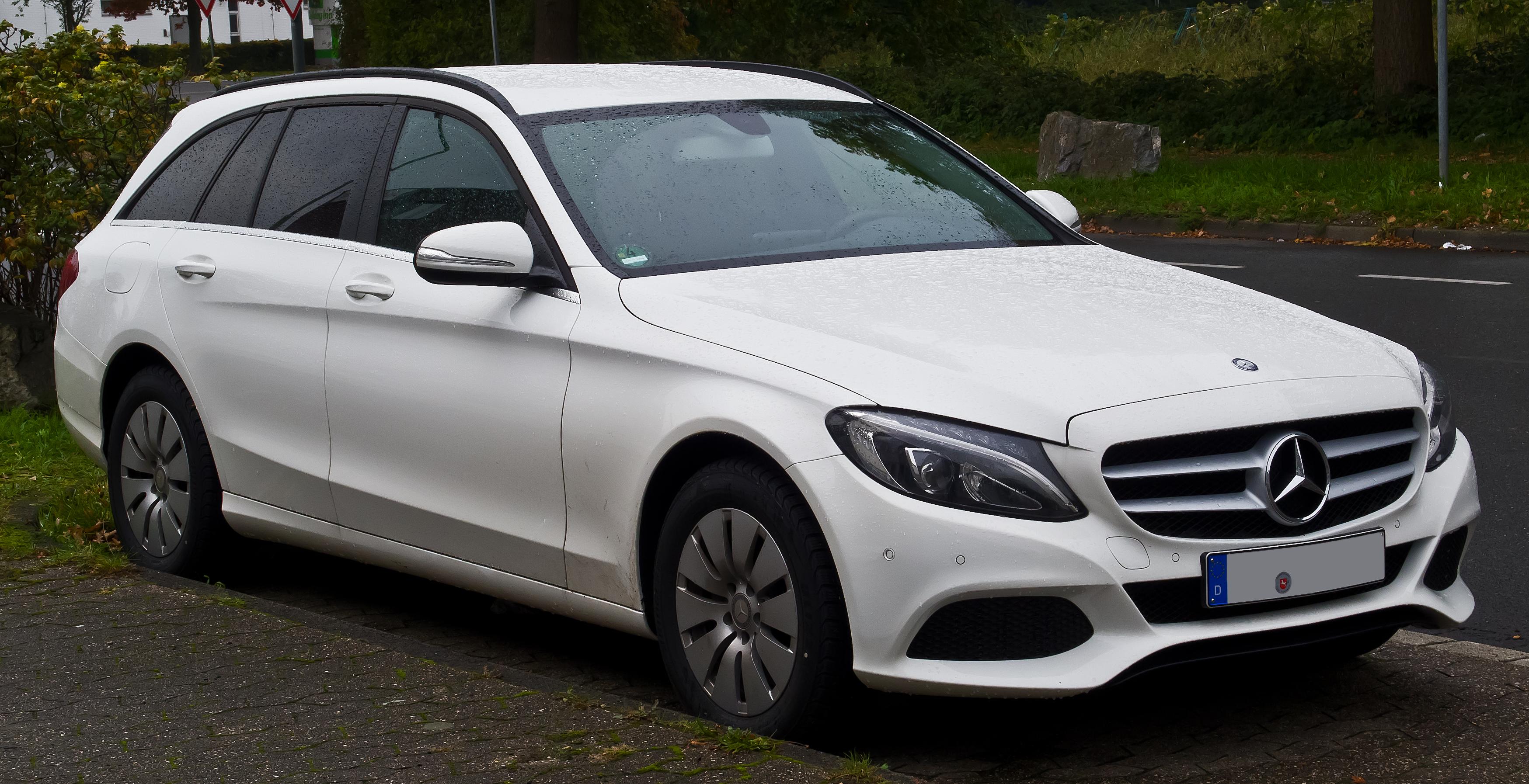
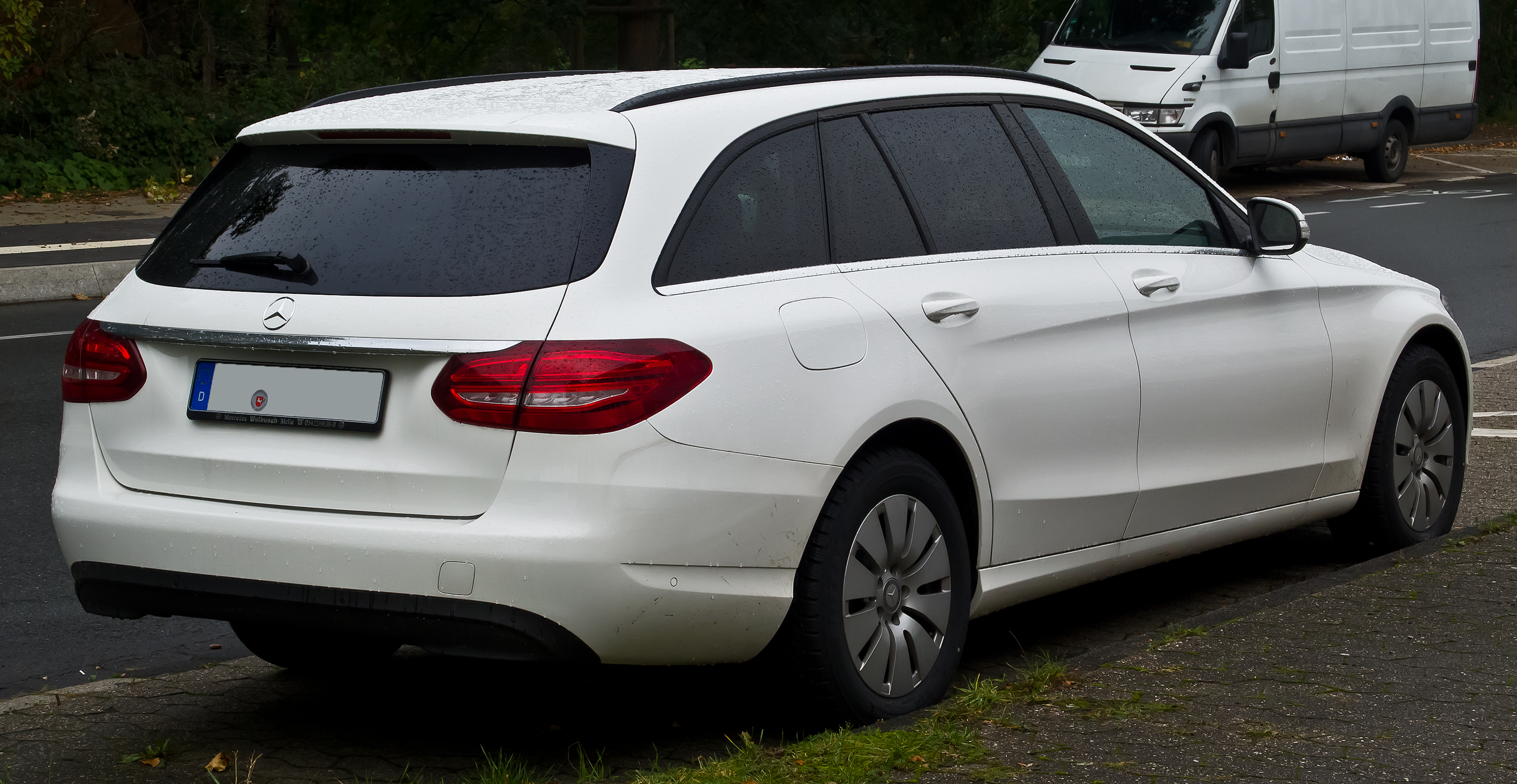

### Phase 1
Elle fut produite de 2014 à 2018.

### Phase 2
Elle fut produite de 2018 à 2021.

### Les différentes carrosseries
- Berline (W205) : carrosserie standard de la gamme.
- Berline longue (V205) : déclinaison Limousine de la Mercedes-Benz W205.
- Break (S205) : déclinaison Break de la Mercedes-Benz W205.
- Coupé (C205) : déclinaison Coupé de la Mercedes-Benz W205.
- Cabriolet (A205) : déclinaison Cabriolet de la Mercedes-Benz W205.

### Versions spécifiques

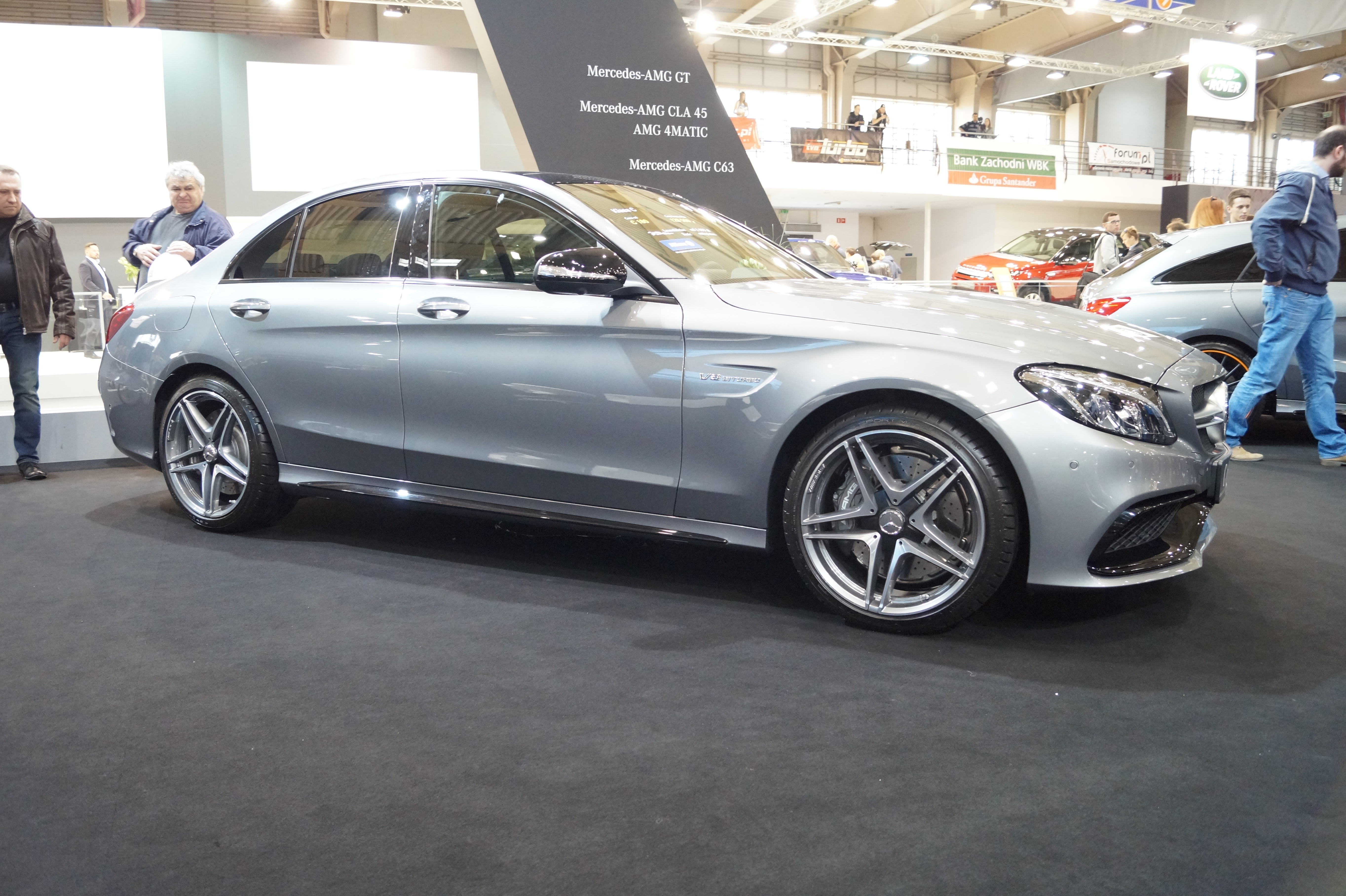

- W205 / S205 / C205 / A205 - AMG : version sportive de la Classe C.
- C 43
- C 63
- C 63 S

- C205 - AMG DTM

## 5egénération - Type 206(2021 - ...)
La 5e génération de la Mercedes-Benz Classe C est présentée le 23 février 2021.

## Notoriété
| Pour des raisons techniques, il est temporairement impossible d'afficher le graphique qui aurait dû être présenté ici. |
| Source carsalesbase.com                                                                                                |